# Courgis
Courgis és un municipi francès, situat al departament del Yonne i a la regió de Borgonya - Franc Comtat. L'any 2007 tenia 255 habitants.

## Demografia

### Població
El 2007 la població de fet de Courgis era de 255 persones. Hi havia 120 famílies, de les quals 40 eren unipersonals (12 homes vivint sols i 28 dones vivint soles), 36 parelles sense fills, 36 parelles amb fills i 8 famílies monoparentals amb fills.
La població ha evolucionat segons el següent gràfic:
Habitants censats

### Habitatges
El 2007 hi havia 161 habitatges, 119 eren l'habitatge principal de la família, 22 eren segones residències i 20 estaven desocupats. 158 eren cases i 3 eren apartaments. Dels 119 habitatges principals, 97 estaven ocupats pels seus propietaris, 19 estaven llogats i ocupats pels llogaters i 3 estaven cedits a títol gratuït; 1 tenia una cambra, 10 en tenien dues, 21 en tenien tres, 31 en tenien quatre i 56 en tenien cinc o més. 92 habitatges disposaven pel capbaix d'una plaça de pàrquing. A 46 habitatges hi havia un automòbil i a 59 n'hi havia dos o més.

### Piràmide de població
La piràmide de població per edats i sexe el 2009 era:
| Homes | Edats   | Dones |
| ----- | ------- | ----- |
| 0     | 95 o +  | 0     |
| 0     | 90 a 94 | 4     |
| 0     | 85 a 89 | 4     |
| 4     | 80 a 84 | 12    |
| 4     | 75 a 79 | 12    |
| 4     | 70 a 74 | 4     |
| 4     | 65 a 69 | 0     |
| 4     | 60 a 64 | 8     |
| 4     | 55 a 59 | 8     |
| 16    | 50 a 54 | 4     |
| 12    | 45 a 49 | 12    |
| 8     | 40 a 44 | 12    |
| 4     | 35 a 39 | 8     |
| 4     | 30 a 34 | 0     |
| 8     | 25 a 29 | 12    |
| 8     | 20 a 24 | 16    |
| 4     | 15 a 19 | 16    |
| 12    | 10 a 14 | 12    |
| 0     | 5 a 9   | 0     |
| 4     | 0 a 4   | 0     |

## Economia
El 2007 la població en edat de treballar era de 172 persones, 140 eren actives i 32 eren inactives. De les 140 persones actives 133 estaven ocupades (66 homes i 67 dones) i 7 estaven aturades (5 homes i 2 dones). De les 32 persones inactives 17 estaven jubilades, 7 estaven estudiant i 8 estaven classificades com a «altres inactius».

### Ingressos
El 2009 a Courgis hi havia 122 unitats fiscals que integraven 274,5 persones, la mediana anual d'ingressos fiscals per persona era de 22.752 €.

### Activitats econòmiques
Dels 5 establiments que hi havia el 2007, 1 era d'una empresa extractiva, 3 d'empreses de comerç i reparació d'automòbils i 1 d'una empresa classificada com a «altres activitats de serveis».
L'any 2000 a Courgis hi havia 38 explotacions agrícoles que ocupaven un total de 352 hectàrees.

## Equipaments sanitaris i escolars
El 2009 hi havia una escola elemental.

## Poblacions més properes
El següent diagrama mostra les poblacions més properes.